# العلاقات الغابونية النيكاراغوية
العلاقات الغابونية النيكاراغوية هي العلاقات الثنائية التي تجمع بين الغابون ونيكاراغوا.

## مقارنة بين البلدين
هذه مقارنة عامة ومرجعية للدولتين:
| وجه المقارنة                                              | الغابون                        | نيكاراغوا        |
| --------------------------------------------------------- | ------------------------------ | ---------------- |
| المساحة (كم2)                                             | 267.67 ألف                     | 130.38 ألف       |
| عدد السكان (نسمة)                                         | 2.03 مليون                     | 6.22 مليون       |
| الكثافة السكانية (ن./كم²)                                 | 7.58                           | 47.71            |
| العاصمة                                                   | ليبرفيل                        | ماناغوا          |
| اللغة الرسمية                                             | لغة فرنسية                     | اللغة الإسبانية  |
| العملة                                                    | فرنك وسط أفريقي                | كوردبا نيكاراغوا |
| الناتج المحلي الإجمالي (بليون دولار)                      | 14.62 مليار                    | 13.81 مليار      |
| الناتج المحلي الإجمالي (تعادل القوة الشرائية) بليون دولار | 34.65 مليار                    | 31.63 مليار      |
| الناتج المحلي الإجمالي الاسمي للفرد دولار أمريكي          | 8.27 ألف                       | 2.09 ألف         |
| الناتج المحلي الإجمالي للفرد دولار أمريكي                 | 19.43 ألف                      | 4.92 ألف         |
| مؤشر التنمية البشرية                                      | 0.684                          | 0.631            |
| رمز المكالمات الدولي                                      | +241                           | +505             |
| رمز الإنترنت                                              | .ga                            | .ni              |
| المنطقة الزمنية                                           | ت ع م+01:00، توقيت غرب أفريقيا | 00               |

## منظمات دولية مشتركة
يشترك البلدان في عضوية مجموعة من المنظمات الدولية، منها:
| علم المنظمة | اسم المنظمة                               | تاريخ انضمام الغابون | تاريخ انضمام نيكاراغوا |
| ----------- | ----------------------------------------- | -------------------- | ---------------------- |
|             | يونسكو                                    | 16 نوفمبر 1960       | 22 فبراير 1952         |
|             | مؤسسة التمويل الدولية                     | 20 أكتوبر 1970       | 20 يوليو 1956          |
|             | المركز الدولي لتسوية المنازعات الاستشارية | 14 أكتوبر 1966       | 19 أبريل 1995          |
|             | منظمة حظر الأسلحة الكيميائية              | ?                    | ?                      |
|             | مؤسسة التنمية الدولية                     | 4 نوفمبر 1963        | 30 ديسمبر 1960         |
|             | منظمة التجارة العالمية                    | ?                    | ?                      |
|             | وكالة ضمان الاستثمار متعدد الأطراف        | 26 مارس 2003         | 12 يونيو 1992          |
|             | الاتحاد البريدي العالمي                   | ?                    | ?                      |
|             | منظمة الشرطة الجنائية الدولية             | ?                    | ?                      |
|             | الأمم المتحدة                             | 20 سبتمبر 1960       | 24 أكتوبر 1945         |
|             | الاتحاد الدولي للاتصالات                  | 28 ديسمبر 1960       | 12 مايو 1926           |
|             | البنك الدولي للإنشاء والتعمير             | 10 سبتمبر 1963       | 14 مارس 1946           |

## وصلات خارجية
- موقع وزارة الخارجية النيكاراغوية